# Malvidin
Malvidin ist ein sekundärer Pflanzenstoff, der zur Gruppe der Flavonoide bzw. zur Flavonoiduntergruppe der Anthocyanidine zählt. Als Aglycon vieler Anthocyane wie Malvin (Malvidin-3,5-diglucosid) ist es in der Natur häufig vertreten und unter anderem für die Farbe des Rotweins und die blaue Farbe in den Primeln verantwortlich. 

## Eigenschaften
Typischerweise kommt Malvidin als Chlorid in den Handel, ein mäßig wasserlösliches, rötlich-braunes Pulver. Es reizt bei Kontakt Schleimhäute und Augen.

## Vorkommen
Anthocyane, die Glycoside der Anthocyanidine, sind Pflanzenfarbstoffe aus der Gruppe der Flavonoide. Die wasserlöslichen Anthocyane kommen in fast allen höheren Pflanzen mit roter, violetter, blauer oder auch gelber Färbung vor. Bei pH-Werten unter 4 zeigen sie eine rote Färbung, zwischen 4 und 5 sind sie farblos, bei pH 6 bis 7 purpur, bei 7 bis 8 tiefblau, und über 8 weisen sie eine gelbe Färbung auf.

## Glycoside
Vom Malvidin sind eine Reihe von Glycosiden bekannt:
- Malvin ist das Malvidindiglucosid
- Oenin ist das Malvidin-3-glucosid
- Primulin (Galactosid) ist das Malvidin-3-O-galactosid
- Malvidin-3-rutinosid ist ein Pigment, das in Curcuma alismatifolia vorkommt[3]; Acylierte Malvidin-3-rutinoside sind verantwortlich für die violette Farbe von Petunia integrifolia subsp. inflata[4]
- Malvidin-3-O-glucoside-5-O-(6-acetylglucosid) ist das Pigment, das für die blaue Farbe von verschiedenen Geranien verantwortlich ist[5]